# Gemini (Sprachmodell)
Gemini ist eine Serie multimodaler Sprachmodelle des US-amerikanischen Unternehmens Google. Sie zählt zum Bereich Generativer Künstlicher Intelligenz (GenAI). Entwickelt wurde es von Googles Tochterunternehmen DeepMind und baut auf den zuvor bereits von Google herausgebrachten Sprachmodellen LaMDA und PaLM auf. Gemini wurde im Dezember 2023 angekündigt und wird von vielen Marktbeobachtern als Konkurrent zu GPT-4 von OpenAI gesehen.

## Abgrenzung der Gemini-Versionen
Gemini ist ein Produktname, der das KI-Modell wie auch den Chatbot meint und zur übergreifenden Bezeichnung geworden ist. Das KI-Modell wird in den Stufen Gemini Nano, Gemini Pro und Gemini Ultra angeboten:
1. Gemini Nano ist ein bezüglich Speicherbedarf optimiertes schlankes Sprachmodell für Smartphones wie Pixel 8 oder Samsung Galaxy S24.
2. Gemini Pro deckt als Standardversion ein breites Aufgabenspektrum ab.
3. Gemini Ultra soll hochkomplexe Aufgaben multimodaler Art (Text- und Medienverarbeitung) lösen. Gemini Ultra steht mit Gemini Advanced für Privatnutzer sowohl im KI-Chatbot als auch in Workspace-Apps zur Verfügung. Auch ist es im Workspace-Business-Paket nutzbar.

Gemini ist auch der Name des Google-Chatbots. Dieser hieß zuvor Bard, Google nannte ihn aber im Februar 2024 um. Die Basisversion von Gemini ist kostenlos, das leistungsfähigere Gemini Advanced kostenpflichtig und nur über Google One AI Premium zu buchen. Bei Google One AI Premium ist ein Abo-Paket für Google One mit mindestens 2 TByte Speicher sowie Gemini Advanced erhältlich.
Weitere Produkte sind „Gemini für Google Workspace“ als Business-Version, die auch als „Duet AI“ angeboten wurde und zusätzlich zu Workspace-Paketen nutzbar ist. Es bietet die Gemini-Integration in GMail, Docs, Sheets, Google Meet. Es ist der neue Oberbegriff für die auf Gemini Ultra basierenden Gemini-Features in Workspace, die sich freischalten lassen für die Tarife „Gemini Business“ oder „Gemini Enterprise“: Gemini Business ist das auf Google Workspace aufbauende Abo für Gemini-Funktionen in den Workspace-Apps für derzeit 19 Euro pro Monat pro Nutzer. Es ist das Business-Pendant zu Gemini Advanced bzw. Google One AI Premium. Gemini Enterprise ist die leistungsfähigere Gemini-Business-Variante: Zusätzlich sind unter anderem Untertitel-Übersetzungen enthalten. Gemini Enterprise 29 Euro pro Monat und Nutzer.
Die Gemini-Android-App ist über einen Gemini APK-Sideload auch in Deutschland nutzbar. Die App kann den Google Assistant unter Android ablösen, der als Plug-in in die App integriert ist. Gemini für Android entspricht Gemini im Web, bietet aber mit der Assistant-Infrastruktur mehr Möglichkeiten.
Auch das Open-Source-Projekt Gemma basiert auf Gemini-Technik und steht Entwicklern und interessierten Nutzern offen.

## Kritik
Nach der Vorstellung von Gemini im Dezember 2023 wurde Kritik an Google geäußert, weil Demovideos offenbar deutlich bearbeitet wurden, um Gemini leistungsfähiger erscheinen zu lassen.

## Trivia
Der Name Gemini steht im Lateinischen für das Sternbild Zwillinge und hier für die Partnerschaft der beiden großen KI-Labore von Google, Google DeepMind und Google Brain, und ist zudem eine Anspielung auf das NASA-Projekt Gemini, das in den 60er-Jahren den Weg für die Mondlandungen des späteren Apollo-Programms ebnete.